# Colorado de Herrera
Colorado de Herrera är en ort i Mexiko.   Den ligger i kommunen Pénjamo och delstaten Guanajuato, i den centrala delen av landet, 300 km väster om huvudstaden Mexico City. Colorado de Herrera ligger 1 700 meter över havet och antalet invånare är 514.
Terrängen runt Colorado de Herrera är huvudsakligen platt, men söderut är den kuperad. Terrängen runt Colorado de Herrera sluttar västerut. Runt Colorado de Herrera är det ganska tätbefolkat, med 104 invånare per kvadratkilometer. Närmaste större samhälle är La Piedad Cavadas, 19,6 km väster om Colorado de Herrera. I omgivningarna runt Colorado de Herrera växer huvudsakligen savannskog.